# فرودگاه شهرستان بون (آرکانزاس)
فرودگاه شهرستان بون (آرکانزاس) (به انگلیسی: Boone County Airport (Arkansas)) (به زبان بومی: Boone County Regional Airport) یک فرودگاه همگانی بهره‌برداری هوایی با کد یاتا HRO است که یک باند فرود آسفالت دارد و طول باند آن ۱۸۷۸ متر است. این فرودگاه در کشور ایالات متحده آمریکا قرار دارد و در ارتفاع ۴۱۶ متری از سطح دریا واقع شده‌است.